# Köln-Kalk (Stadtbezirk)
Kalk ist der Stadtbezirk 8 von Köln. Er umfasst die Stadtteile Brück, Höhenberg, Humboldt/Gremberg, Kalk, Merheim, Neubrück, Ostheim, Rath/Heumar und Vingst.
Der Stadtbezirk 8 wurde im Zuge einer kommunalen Neugliederung zum 1. Januar 1975 gegründet und trägt den Namen seines bevölkerungsreichsten Stadtteils Kalk. Zu Zeiten des alten Postleitzahlensystems waren die Stadtteile des Bezirks unter 5000 Köln 91 eingegliedert, heute umfasst dieses Gebiet die Zustellbezirke mit den Nummern 51103, 51107 und 51109.

## Lage
Der Stadtbezirk grenzt im Norden an den Stadtbezirk Mülheim, im Osten an die Städte Bergisch Gladbach und Rösrath, im Süden an den Stadtbezirk Porz und im Westen mit Deutz an den Stadtbezirk Innenstadt.

## Bezirksrathaus

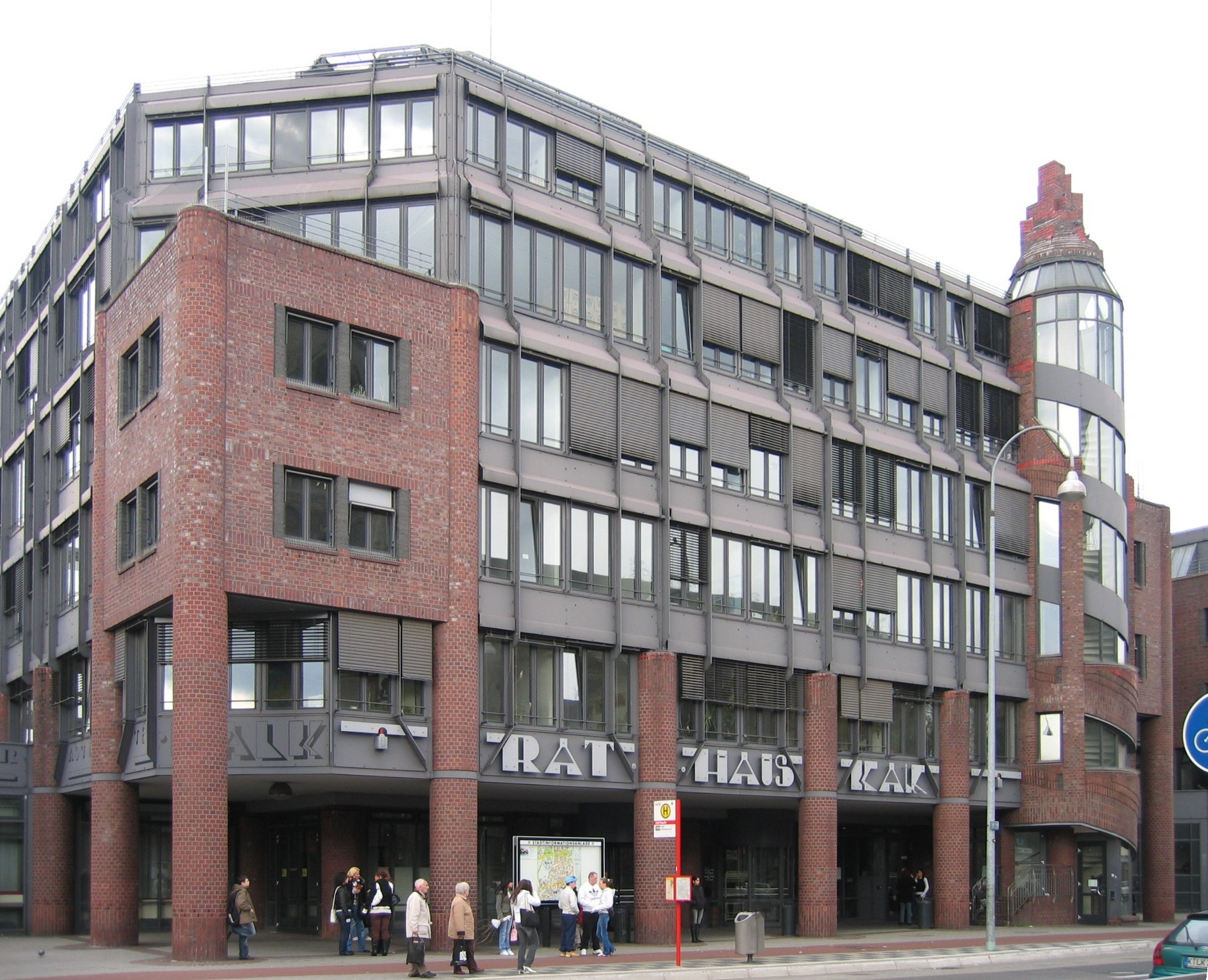
Bezirksrathaus Kalk (2007)

Im Jahre 1992 wurde das neue Bezirksrathaus eröffnet (Architekt Gottfried Böhm, Köln).
In dem Gebäude befinden sich außer den Räumlichkeiten der Bezirksvertretung folgende Behörden und öffentliche Einrichtungen:
- Bürgeramt mit Meldehalle
- Bezirksausländeramt
- Volkshochschule Köln Außenstelle Kalk
- Stadtteilbibliothek

Das Bezirkssozial- und das Bezirksjugendamt befinden sich im Stadthaus Deutz.

## Kalk Karree
2003 wurde das Kalk Karree eröffnet. Das Gebäude sollte zunächst sowohl städtische als auch Privatunternehmen beherbergen. Mangels Interesse aus dem Privatsektor finden sich heute jedoch fast ausschließlich städtische Ämter dort.
- Amt für Wohnungswesen
- Amt für Soziales und Senioren
- Amt für Ausbildungsförderung (Schüler-BAföG)
- Amt für öffentliche Ordnung
- Amt für Kinder, Jugend und Familie
- Amt für Ausländerangelegenheiten
- Fundbüro der Stadt Köln
- Feststellungsverfahren nach Schwerbehindertenrecht (Anbau Dillenburgerstrasse)
- Bundeselterngeld (Anbau Dillenburgerstrasse)

## Kalker Wasserturm
Am 28. März 2014 wurde vom Förderverein Stadtbibliothek Köln e. V. nach der bereits betriebenen minibib im Stadtgarten eine weitere minibib im Kalker denkmalgeschützten Wasserturm in den Köln Arcaden eröffnet. Ein kostenloses, niederschwelliges Angebot ohne erforderliche Ausweise, das rein auf Vertrauen beruht. Das Projekt minibib wurde 2011 im Wettbewerb 365 Orte im Land der Ideen in der Kategorie Kultur ausgezeichnet.

## Politik
| Sitzverteilung in der Bezirksvertretung Köln-Kalk 2020Insgesamt 19 Sitze - Linke: 2 - PARTEI: 1 - SPD: 5 - Grüne: 5 - CDU: 4 - FDP: 1 - AfD: 1 Bezirksvertretungswahl 2020in Prozent %3020100 24,424,122,59,16,95,33,64,1 SPDGrüneCDULinkeAfDFDPPARTEISonst.Gewinne und Verlusteim Vergleich zu 2014 %p 12 10 8 6 4 2 0 −2 −4 −6 −8−10−9,9+11,0−5,3+0,2+2,3+1,8+3,6−3,7SPDGrüneCDULinkeAfDFDPPARTEISonst. |